# Братская могила 68-и советских воинов (Кривой Рог)
Братская могила 68-и советских воинов — место воинского захоронения в Центрально-Городском районе в городе Кривой Рог.

## История
В феврале-марте 1944 года произошло захоронение 68-и советских воинов 393-й и 394-й стрелковых дивизий 46-й армии, погибших 22 февраля 1944 года, которые вели бои за центр Кривого Рога. Изначально здесь в индивидуальной могиле хотели похоронить генерал-лейтенанта Ефима Григорьевича Пушкина.
В 1949 году установлен бетонный обелиск с металлической 5-лучевой звездой сверху и памятной доской в центре.
В 1958 году обелиск заменили на бетонную скульптуру коленопреклонённого воина с автоматом в правой руке и каской в левой. Скульптура находилась на невысоком постаменте, перед которым была установлена плита с известными фамилиями 33-х погибших бойцов.
Вечный огонь на братской могиле зажжен в 1965 году.
В 1974 году выполнена полномасштабная реконструкция: руководитель — инженер Е. Г. Пестрякова, исполнитель — трест «Криворожжилстрой». Мраморную стелу с именами 33-х известных воинов заменили на 12 плит из белого мрамора с известными фамилиями 44-х воинов и их званиями: по шесть надгробий с обеих сторон аллеи. Бетонную скульптуру заменили чугунной и развернули на 90° лицом к проспекту Карла Маркса (ныне Почтовый проспект), кирпичный постамент заменили гранитным.
После открытия мемориала освободителям в 1968 году на проспекте Мира сложилась традиция зажигать огонь памяти на 10 символических факелах от пламени братской могилы по улице Ленина (ныне Свято-Николаевская), 45.
В 2015 году произведена реконструкция памятника в связи с обнаруженной информацией о 68-и похороненных воинах. Заменены 12 мемориальных плит на 14 и стереобат, перемещён и повёрнут памятник вместе с вечным огнём, перепланирован участок.
14 октября 2015 года состоялось торжественное открытие.

## Характеристика
В центре братской могилы поставлен обелиск в форме параллелепипеда со скошенными углами сверху, на подставках снизу, уложенный плитами из красного гранита (длина 1,5 м, ширина 0,3 м, высота 0,4 м). На обелиске содержится 4-строчная надпись контррельефом заглавными буквами, окрашенным под золото.
В центре участка расположен памятник — скульптуру коленопреклонённого солдата с автоматом в правой руке, в шинели, без головного убора, который левой рукой прижимает каску к бедру (высота 1,5 м), на постаменте из глыбы серого гранита высотой 1,6 м, размеры нижней части 1,3×2 м), содержащийся на стереобате в виде прямоугольного блока, обложенного плитами из красного гранита (размеры 2,11×2,17 м, высота 0,3 м).